# Claude-Nicolas Ledoux

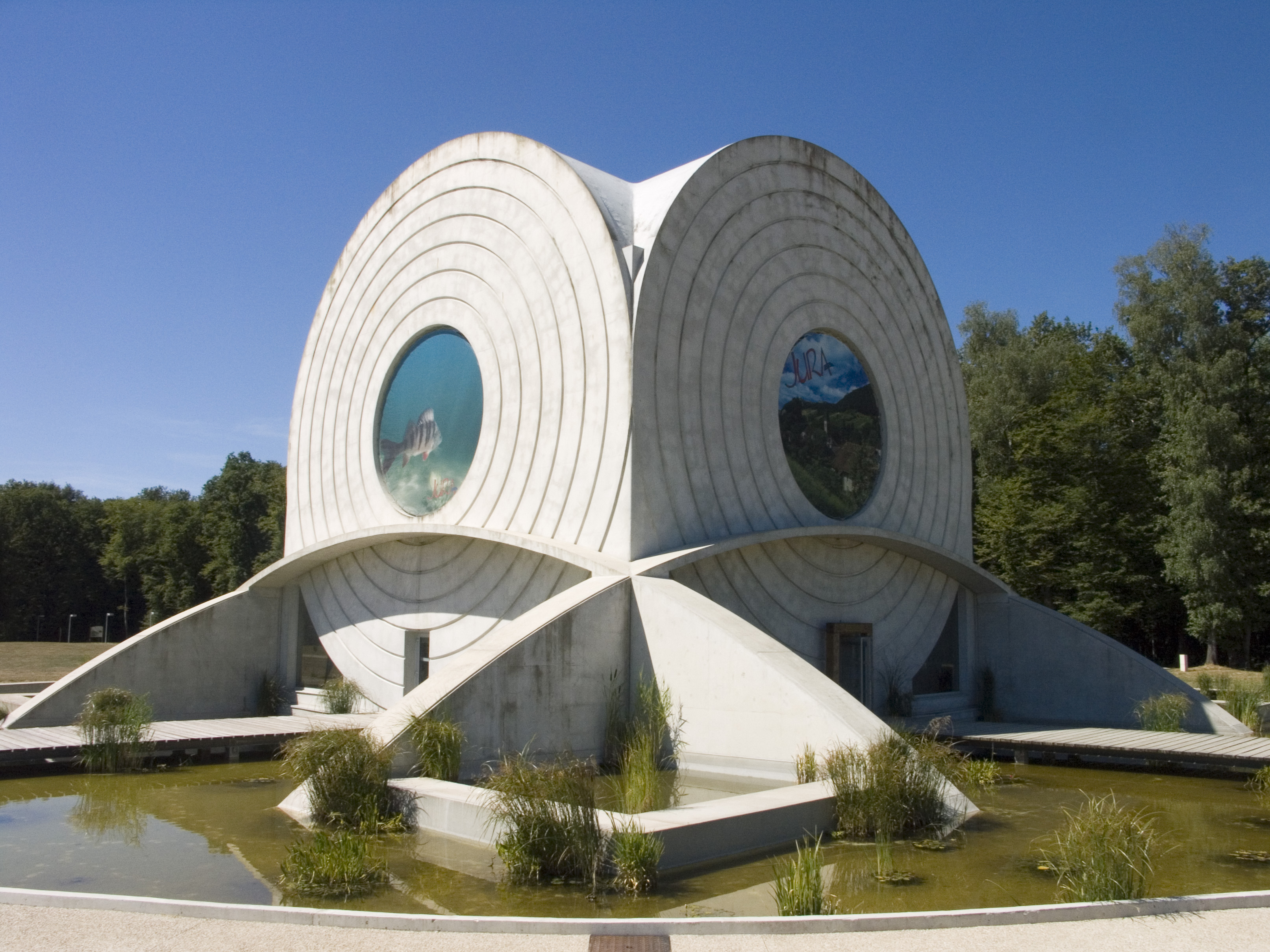
Le Pavillon des Cercles, on l’A39.

Claude-Nicolas Ledoux   (Dormans, 21 de març de 1736 - París, 19 de novembre de 1806) fou un arquitecte francès, un dels màxims exponents de l'arquitectura neoclàssica francesa. Va emprar el seu coneixement de teoria de l'arquitectura per dissenyar no només arquitectura domèstica sinó també per projectes d'urbanisme, entre els quals destaca especialment el seu pla visionari per a la ciutat ideal de Chaux, que fou qualificat d'utòpic. Bona part de les seves obres van ser finançades per la monarquia francesa i la Revolució Francesa suposà un sotrac a la seva carrera. Bona part de les seves obres es van perdre al segle xix, però Ledoux també feu publiccions destacades, com una col·lecció dels seus projectes titulada L'Architecture considérée sous le rapport de l'art, des mœurs et de la législation (Consideració de l'arquitectura respecte a l'art, la moral i la legislació) on revisa i actualitza al rigor neoclàssic els seus primers projectes, una acció que va tenir un efecte distorsionador del reconeixement de les seves aportacions a l'evolució de l'arquitectura neoclàssica. La seva obra més ambiciosa foren les salines d'Arc-et-Senans, una localitat idealista i visionària on es posen en pràctica diversos exemples de l'anomenada arquitectura parlant.